# Henrique Jocú
Henrique Jocú (Bissau, 9 settembre 2001) è un calciatore guineense naturalizzato portoghese, centrocampista del Botev Plovdiv.

## Carriera

### Club
Prodotto delle giovanili del Benfica, nella stagione 2020-2021 ha giocato una partita con la squadra riserve in seconda divisione. Nell'estate del 2021 viene ceduto alla Portimonense, con cui l'8 ottobre ha debuttato in Primeira Liga in occasione dell'incontro vinto per 0-1 contro il Vitória Guimarães.

### Nazionale
Ha giocato varie partite con le nazionali giovanili portoghesi comprese tra l'Under-15 e l'Under-19.

## Statistiche

### Presenze e reti nei club
Statistiche aggiornate al 2 febbraio 2023.
| Stagione            | Squadra             | Campionato          | Campionato | Campionato | Coppe nazionali | Coppe nazionali | Coppe nazionali | Coppe continentali | Coppe continentali | Coppe continentali | Altre coppe | Altre coppe | Altre coppe | Totale | Totale |
| Stagione            | Squadra             | Comp                | Pres       | Reti       | Comp            | Pres            | Reti            | Comp               | Pres               | Reti               | Comp        | Pres        | Reti        | Pres   | Reti   |
| ------------------- | ------------------- | ------------------- | ---------- | ---------- | --------------- | --------------- | --------------- | ------------------ | ------------------ | ------------------ | ----------- | ----------- | ----------- | ------ | ------ |
| 2020-2021           | Benfica B           | LdH                 | 1          | 0          |                 | -               | -               |                    | -                  | -                  |             | -           | -           | 1      | 0      |
| 2021-2022           | Portimonense        | PL                  | 11         | 0          | CP+CdL          | 0+1             | 0               |                    | -                  | -                  |             | -           | -           | 12     | 0      |
| 2022-2023           | Portimonense        | PL                  | 14         | 0          | CP+CdL          | 0+2             | 0               |                    | -                  | -                  |             | -           | -           | 16     | 0      |
| Totale Portimonense | Totale Portimonense | Totale Portimonense | 25         | 0          |                 | 3               | 0               |                    | -                  | -                  |             | -           | -           | 28     | 0      |
| Totale carriera     | Totale carriera     | Totale carriera     | 26         | 0          |                 | 3               | 0               |                    | -                  | -                  |             | -           | -           | 29     | 0      |

## Palmarès

### Competizioni nazionali
- Liga Leumit: 1

Hapoel Tel Aviv: 2024-2025